# オタクに優しいギャル
オタクに優しいギャル（オタクにやさしいギャル）は、おたくに対して優しく接するギャルという萌え要素を指す言葉で、インターネット・ミーム。

## 概要
漫画などでよく見られるジャンルとなっており、控えめまたは根暗な主人公に対して、優しいギャルの少女として描かれる。主に高校生で、成績が悪く描かれる傾向がある。「てかさー」という口癖を持ち、オタクのことを「オタクくん」と呼ぶのも典型的とされる。一人称は「あーし」などがある。
受け身が多い男性読者にとって、なんとなくイメージ共有される「積極的なギャル」がマッチしたこと、優等生と不良というドラマの作りやすさ、「想像上のギャル」という存在が創作上都合がよかったことから、こういった作品が急増していった。
漫画評論家の新野安は2014年連載開始の『おしえて!ギャル子ちゃん』（鈴木健也）を発端とみており、「ギャルは世間一般の規範に縛られないイメージがあり、だからクラスカーストを壊してくれるんじゃないかという願望を抱きやすい」と分析。「トリックスター的な存在が、厳然とした秩序をかき乱してくれる物語って、普遍的に求められてると思うんですよね」とこの傾向が増えた理由を解説した。またオタクの抱く理想の家父長制的世界と、現実の草食世界をつないでくれる存在であり、「そこをつないでくれる潤滑油みたいな存在のギャルというキャラクターはすごく便利」だったと分析している。
アニメ評論家のてらまっとは「奥手な男性主人公がヒロインに逆攻略されている作品」を「ラブコメ・ヌーヴェルヴァーグ」と位置づけ、『からかい上手の高木さん』（山本崇一朗）『宇崎ちゃんは遊びたい!』（丈）『イジらないで、長瀞さん』（ナナシ）などもこの系譜にあると分析。根底には「男性性の困難」（男らしさというものへの抵抗）という時代ゆえに支持されたと論じている。
またアダルト評論家の安田理央は「（ヒロインが積極的なほうが）都合がよい」とも捉えており、漫画、官能小説、アダルトビデオでも女性が攻める作品が増えており、これには女性が積極的なほうがすぐに濡れ場に持ち込めて展開がしやすいという作り手側の身も蓋もない理由もあると記述している。

## 反応
前述のように現実のギャル（コギャル、ヤマンバブームなど含む）ムーブメントが去った後に起きたミーム現象であり、「オタクに優しいギャル」はSNS漫画を中心に近年インターネット上で頻繁に見られる言葉となった。それが現実世界で実在するかどうかについて、伝説上の生物であるネッシーや龍なども引き合いに出して、ユーモアを交えて語られるトピックとなっている。「誰もが憧れる存在でありながら、UMAであり、ファンタジーにすぎない」とも言われ、川柳やBotの題材にもなっている。
前述の安田理央は「ギャルという存在がファンタジーになったからこそ、勝手なイメージを盛りやすくなった」、「（かつてのエロコンテンツで描かれていた）清楚な美少女的キャラクターが”そんな女いねーよー“と非難されることが多かったが、（草食性男子にとってのギャルが）ある種の異世界人と設定されているのが興味深い」。「実際、どこにもいない架空の存在であり、だからこそ描きやすい」と分析した。
一方、コスプレイヤーの霜月めあのように、オタクに優しいギャルであることを自認している者もいたり、メイクの褒め言葉として使用されることもある。「オタクに優しいギャル」は、おたくのギャルに対するコンプレックスなどの屈折した思いが込められていると分析する者もいる。
前述の新野は「ギャル物の作品が好きな人が、現実のギャルと付き合いたいと思っているかというと、そうではない」と創作物と現実とは乖離していることも指摘している。

## 作品
オタクに優しいギャルを扱った作品には『その着せ替え人形は恋をする』、『オタクに優しいギャルに私はなる!』、『オタクに優しいギャルはいない!?』、『2.5次元の誘惑』、『ギャルと恐竜』、『道産子ギャルはなまらめんこい』、『はじめてのギャル』、『夫婦以上、恋人未満。』、『経験済みなキミと、経験ゼロなオレが、お付き合いする話。』、『3D彼女』、『放課後シンデレラ』、『ダンダダン』、『おしえて! ギャル子ちゃん』が含まれる。
変化形として、「ギャルに優しいオタク」を題材にした作品もある。